# Vladímir Kornílov
Vladímir Alekséyevich Kornílov (en ruso: Влади́мир Алексе́евич Корни́лов) (1806 — 1854) fue vicealmirante de la flota rusa y héroe de la guerra de Crimea.
Hijo del oficial de marina Alekséi Mijáilovich Kornílov, nació en febrero de 1806, en la pequeña finca de Ivánovskoye, ubicada en el uyezd de Stáritski de la Gubérniya de Tver. 
- Wikimedia Commons alberga una categoría multimedia sobre Vladímir Kornílov.

- Datos: Q928921
- Multimedia: Vladimir Alexeyevich Kornilov / Q928921